# Inmigración latinoamericana en Argentina
La inmigración latinoamericana en Argentina se refiere al movimiento migratorio desde otros países de América Latina hacia la República Argentina. Esta migración comenzó  de forma leve en los años 80 tras la recuperación de la democracia en la Argentina en 1983, pero empezó a ganar fuerza desde el año 2004 durante la presidencia de Néstor Kirchner (especialmente desde Paraguay y Bolivia).

## Distribución y estadísticas

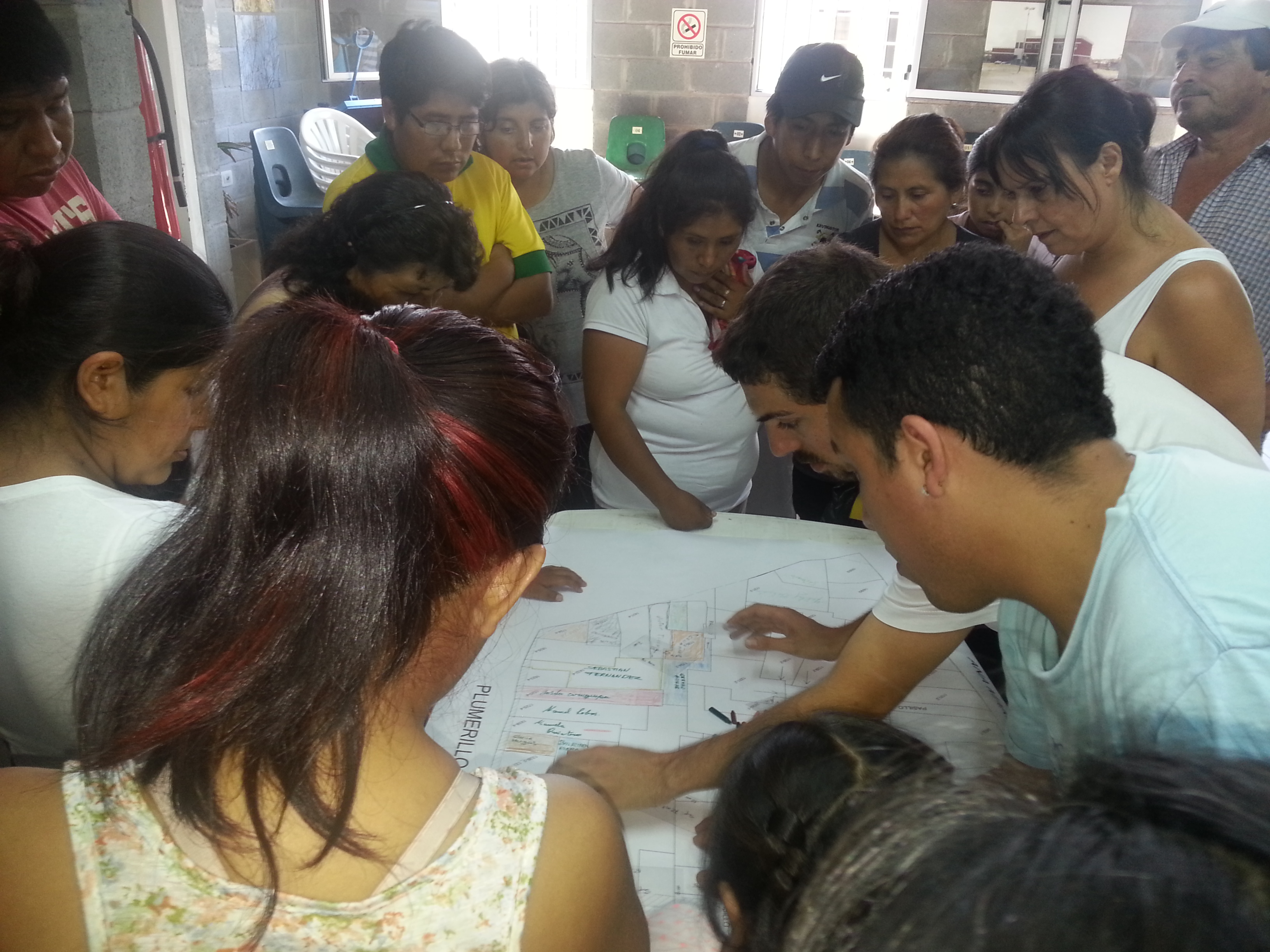
Obras en el Barrio Los Piletones, ubicado en Villa Soldati.

La mayoría de los inmigrantes latinoamericanos emigraron principalmente en las grandes ciudades, muchos de estos se asentaron en las villas miseria. Los barrios más importantes donde se asentaron en Buenos Aires son la Villa 31, la Villa 21-24, la Villa 1-11-14 y la Comuna 8 donde la mayoría de la población tiene orígenes en países vecinos (el 46,6% es de origen boliviano y el 37,9% de origen paraguayo). Dentro del área metropolitana de Buenos Aires se destacan ciudades como Gregorio de Laferrère, Villa Celina, Isidro Casanova, González Catán, Moreno, Monte Grande, Ingeniero Budge, Villa Fiorito, Bernal Oeste, 9 de Abril, Dock Sud, Florencio Varela, entre otras.
Las ciudades fronterizas también recibieron una gran inmigración de países vecinos como La Quiaca, Santa Catalina, Orán y El Carmen desde Bolivia; Posadas, Formosa, Clorinda y Montecarlo desde Paraguay; Río Gallegos, Villa La Angostura y Bariloche desde Chile; Campana desde Uruguay; o Puerto Iguazú desde Brasil. Otras ciudades que también tienen un importante número de inmigrantes y descendientes de otros países de América Latina son Tupungato, General Conesa, Médanos, General Roca, Pinamar y San Carlos.

### Cifras
Según el INDEC y el RENAPER estos son los principales países de procedencia de los inmigrantes latinoamericanos en Argentina:
| País de procedencia  | RENAPER 2024 | INDEC 2022 |
| -------------------- | ------------ | ---------- |
| Paraguay             | 754.673      | 522.598    |
| Bolivia              | 535.370      | 338.299    |
| Perú                 | 213.767      | 156.251    |
| Venezuela            | 196.573      | 161.495    |
| Chile                | 183.045      | 149.082    |
| Uruguay              | 113.475      | 95.384     |
| Brasil               | 79.448       | 49.943     |
| Colombia             | 62.766       | 46.482     |
| Ecuador              | 28.896       | 8.879      |
| República Dominicana | 10.324       | 7.817      |
| México               | 8.955        | 5.833      |
| Cuba                 | 5.410        | 3.921      |
| Haití                | -            | 1.524      |
| TOTAL                | 2 192 702    | 1 547 508  |

## Plan Patria Grande

Hogares con jefe nacido en un país limítrofe o Perú en el Gran Buenos Aires según el censo de 2010.

Fue un programa de regularización migratoria con el objetivo de reducir la cantidad de personas en situación de irregularidad documental e incrementar el número de inmigrantes latinoamericanos. Entró en vigencia el 17 de abril de 2006, siendo lanzado por el entonces expresidente Néstor Kirchner basado en el concepto de la "patria grande". Este programa estuvo destinado a los ciudadanos nacidos en países miembros del Mercosur y de sus estados asociados.
Hasta agosto de 2010, se habían inscrito en el programa 423.697 inmigrantes. De esa cantidad, 248.144 eran paraguayos, 104.984 bolivianos, 47.455 peruanos, 10.785 uruguayos, 5.349 chilenos, 4.603 brasileños,  914 ecuatorianos y 216 venezolanos.

### Flujos migratorios
| 1999        | 16.247    |
| 2000 - 2003 | 35.651    |
| 2004 - 2007 | 551.055   |
| 2008 - 2011 | 594.368   |
| 2012 - 2015 | 835.441   |
| 2016 - 2019 | 626.217   |
| 2020 - 2023 | 468.798   |
| Total       | 3.121.745 |

Fuente: Instituto Nacional de Estadísticas y Censos (INDEC) y Dirección Nacional de Migraciones (DNM).
En total de las 3.121.745 radicaciones entre 1999 y 2023, le fueron otorgadas 1.316.998 a inmigrantes paraguayos, 907.770 a inmigrantes bolivianos, 489.163 a inmigrantes peruanos y 407.814 a inmigrantes venezolanos.